# Luca Fusco
Luca Fusco (Salerno, Italia, 31 de agosto de 1977) es un exfutbolista y entrenador de fútbol italiano. Jugaba de defensa. Actualmente es entrenador en las inferiores del Juve Stabia.

## Trayectoria
Comienza la carrera en la cantera del Salernitana, que lo cede a préstamo por un año al equipo del Cavese; rápidamente vuelve a Salerno, donde gana el campeonato de Serie B 1997-1998 y juega en Serie A en la temporada 1998-1999. En el Salernitana continua hasta el 2002-2003 (30 presencias y 1 gol), equipo en el cual es el capitán y el emblema.
En el 2003 pasa al Messina, con el cual participa del campeonato de la Serie B y luego en el campeonato de la Serie A. A mitad del 2006 es transferido al Crotone, en Serie B, siendo prestado al Genoa.
En el año 2007 Luca Fusco vuelve al Salernitana, con el objetivo de devolver el equipo a la Serie B. Concluye su carrera en el Paganese, del que fue entrenador en 2018.

## Clubes

### Como futbolista
| Club               | País   | Año       |
| ------------------ | ------ | --------- |
| S.S. Cavese        | Italia | 1996-1997 |
| U.S. Salernitana   | Italia | 1997-2003 |
| F.C. Messina       | Italia | 2003-2006 |
| Genoa C.F.C.       | Italia | 2006      |
| F.C. Crotone       | Italia | 2006-2007 |
| Salernitana Calcio | Italia | 2007-2010 |
| Paganese Calcio    | Italia | 2010-2013 |

### Como entrenador
| Club                                 | País   | Año       |
| ------------------------------------ | ------ | --------- |
| Paganese Calcio                      | Italia | 2013-2014 |
| U.S. Salernitana (Allievi Nazionali) | Italia | 2014-2015 |
| Paganese Calcio (adjunto)            | Italia | 2015-2017 |
| F.C. Pro Vercelli (adjunto)          | Italia | 2017-2018 |
| Paganese Calcio                      | Italia | 2018      |
| Juve Stabia (inferiores)             | Italia | 2018-     |